# 柿元ダム
柿元ダム（かきもとダム）は、山梨県南巨摩郡南部町、一級河川・富士川水系佐野川に建設されたダム。高さ46.1メートルの重力式コンクリートダムで、日本軽金属の発電用ダムである。同社の水力発電所・佐野川発電所に送水し、最大5,800キロワットの電力を発生する。ダム湖（人造湖）の名は天子湖（てんしこ）という。

## 歴史
1939年（昭和14年）に設立された日本軽金属は、工場を静岡県清水市および庵原郡蒲原町（ともに現・静岡市清水区）に構え、アルミニウムの生産を開始した。同社が目標とするアルミニウム生産量は年間5万トンという、当時としては世界でもまれに見る規模の大きさであった。しかし、アルミニウムは「電気の缶詰」と隠喩されるほど、その精錬過程で大量の電力が必要とされるものである。このため、日本軽金属は富士川の豊富な水資源を着目し、水力発電を主体とした自家発電によって大量の電力を低コストで調達しようとした。開発はまず富士川の支流・早川から始められ、1939年1月に波木井発電所が完成。続いて富士川本流へと移り、1941年（昭和16年）に富士川第一発電所・富士川第二発電所が完成。合計最大出力は11万キロワットに達した。
ただし、この11万キロワットという出力はあくまでも川の水が豊富にある状態における最高の数値であって、ひとたび水不足に陥れば4万キロワットにまで大きく落ち込んでしまう。その対策として計画されたのが柿元ダムの建設である。あらかじめ大量の水を柿元ダムに貯えておき、それを水不足の際の補給として放出することで、渇水期の出力を6万キロワットにまで改善することができる。計画には柿元ダムからの供給水を利用した水力発電所・佐野川発電所の建設も含まれており、新たに最大5,800キロワットの電力を確保できることにもなる。
建設工事は1943年（昭和18年）に着工。終戦の日を目前にした1945年（昭和20年）7月24日に佐野川発電所の運転が開始された。しかし、肝心の柿元ダムは戦争に伴う人材・資材の不足により、計画の3分の1の高さまでコンクリートを打設したところで工事が中断されていた。これでは到底本来の目的を果たせる状態とはなっておらず、日本軽金属は自社の資金繰りに余裕が生まれ次第、早急に柿元ダムの建設を全うしようとした。まず第一期目の工事として1949年（昭和24年）に開始、同年12月24日に終了した。これは既存のダムを土台として、直上にアーチ式コンクリートダムを築くという、言わば「一時しのぎ」である。その後、第二期目の工事はいよいよ完成に向けての本格的な工事として1951年（昭和26年）3月に開始され、ようやく1952年（昭和27年）11月に完成となった。
日本軽金属はその後も貯水池の開発を進めた。富士五湖のひとつ・本栖湖を水力発電に利用できるよう開発したほか、早川支流の雨畑川に雨畑ダムを建設。これにより、渇水期の出力は最終的に8万キロワットへと改善されている。

## 周辺
富士川沿いを走るJR身延線・井出駅から山奥へとつながる道路を進んでゆくと、八幡神社のある交差点に着く。これを右折し、しばらく進めば柿元ダムに至る。内船駅からは柿元ダム方面への路線バスも運行されており、南部町営バス・佐野線に乗車し20分程度で到着する。柿元ダムの天端にはクレストゲートとして5門の水門が設けられているが、これらに混じってダム監視所が設けられているという特異な構造をしている。ダム湖は水源の天子ヶ岳（標高1,330メートル）にちなみ、天子湖と名付けられた。ダムが建設された佐野川渓谷はもともと自然豊かな場所であり、秋は紅葉が美しい。渓流にはヤマメやアユといった魚も住んでいる。上流には上佐野キャンプ場があり、天子ヶ岳や長者ヶ岳（標高1,335.8メートル）といった天子山地への登山口にもなっている。登山道は東海自然歩道として整備されており、山の向こうには田貫湖や白糸の滝（日本の滝百選）で知られる富士宮市である。
柿元ダムに貯えた水は佐野川左岸に開削したトンネル水路を通じて下流の佐野川発電所に送水される。佐野川が富士川へ合流する地点には富士川第一発電所があり、富士川上流の塩之沢堰堤で取り入れた水に佐野川発電所で発電に使用した水を合わせて発電に利用している。発電に利用された水は富士川へ流されず、富士川第一発電所付近にある十島取水堤から取り入れた水と共に富士川に沿う形で設置されている水道管を通り、釜口サイフォン橋から富士川と別れ蒲原にある富士川第二発電所へ送られる。
富士川第一発電所付近には佐野川温泉がある。

## ギャラリー

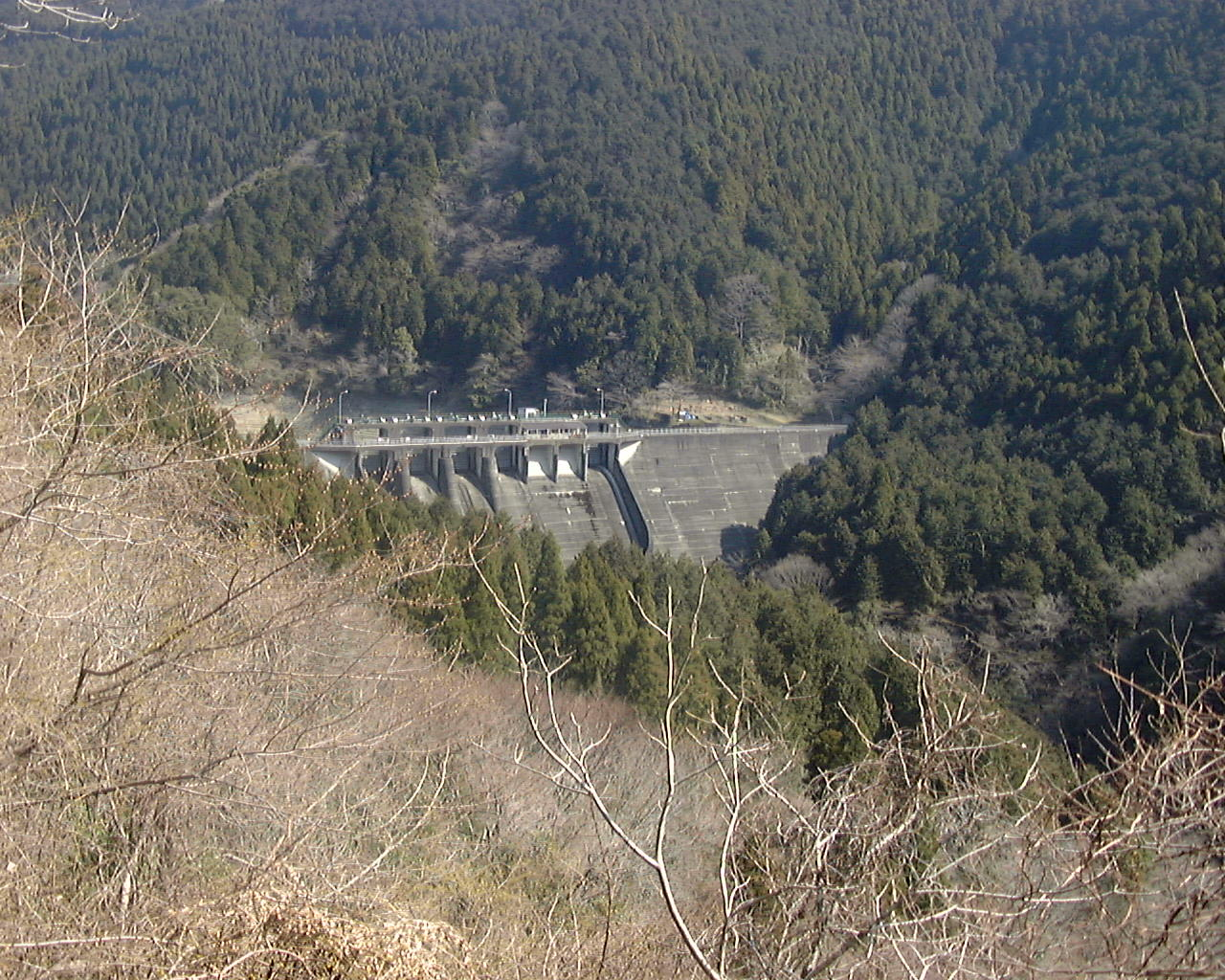
堤体
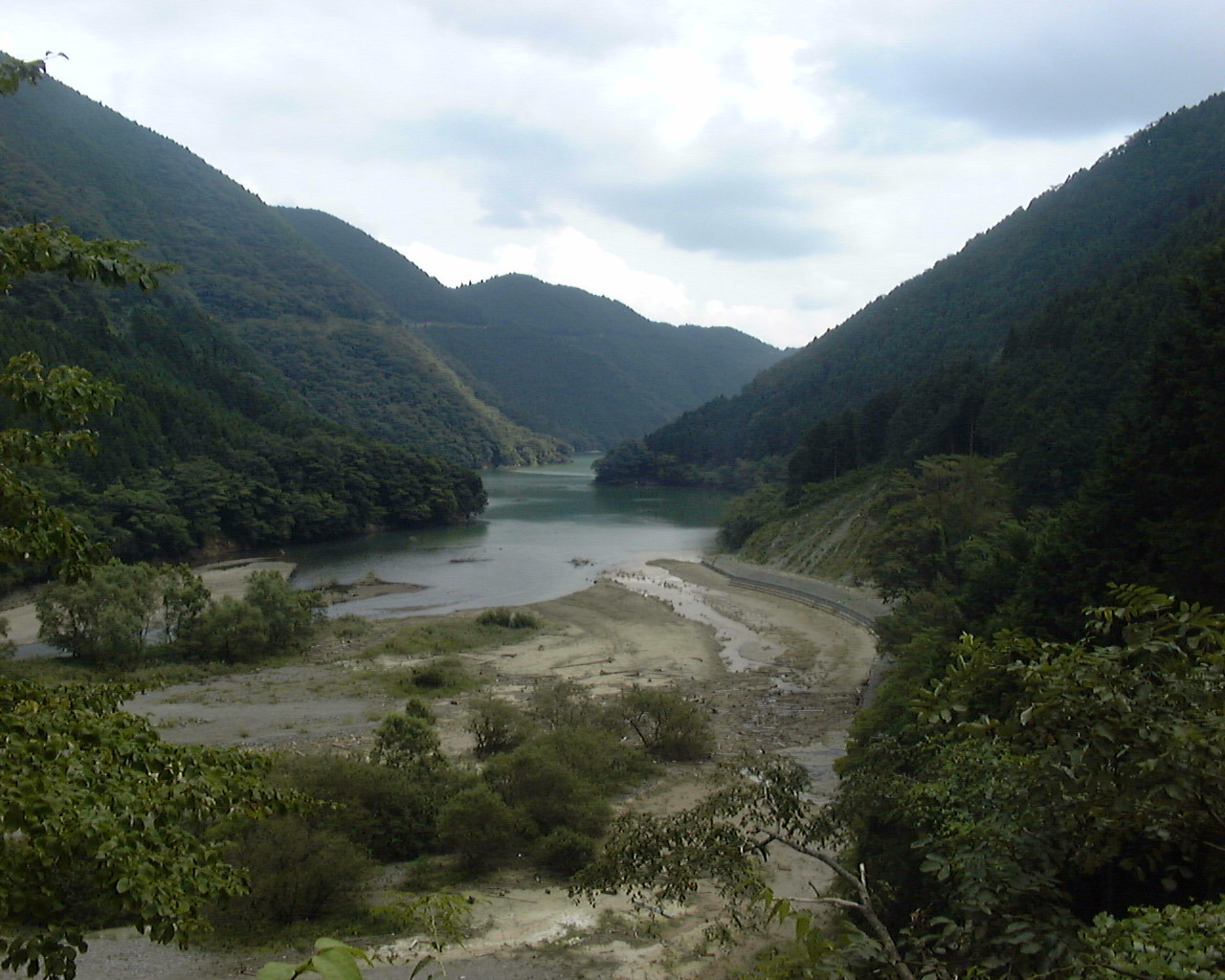
上流より天子湖を望む。
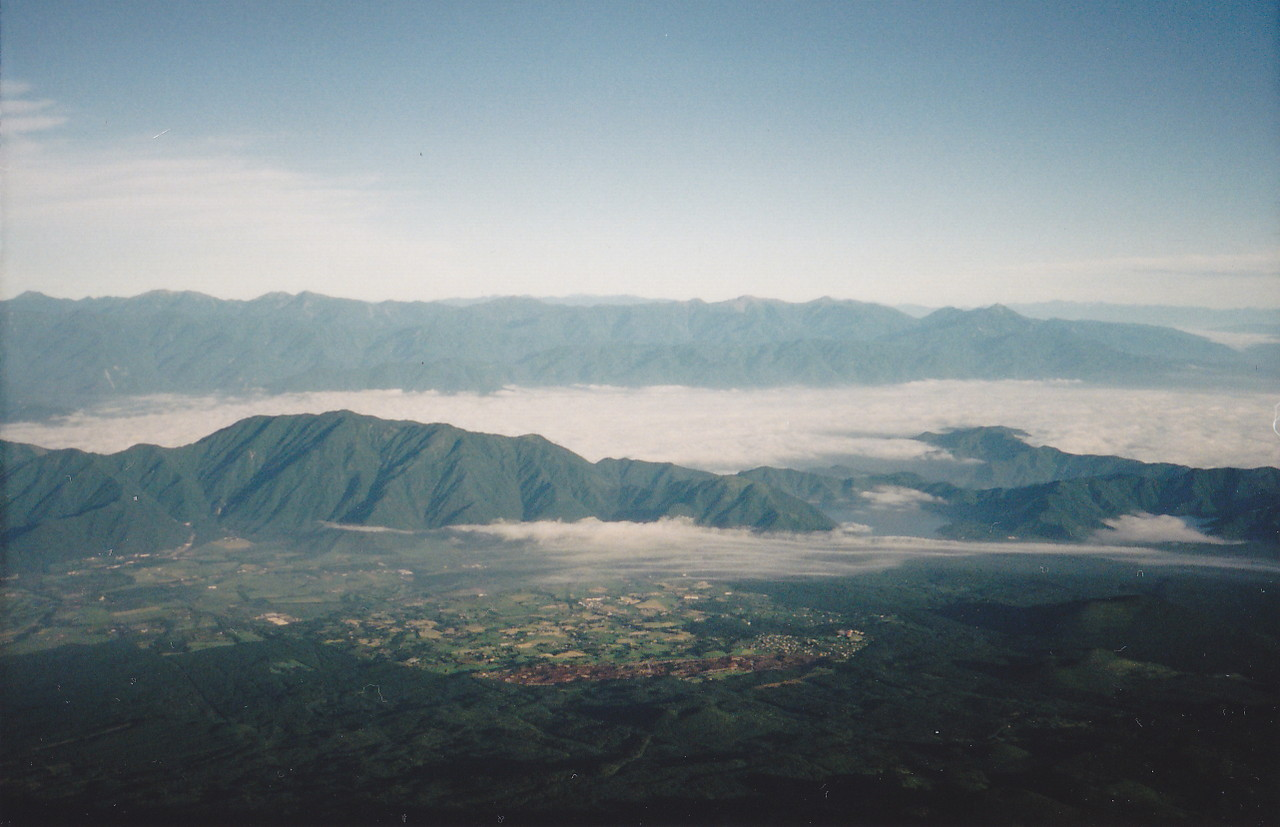
天子山地
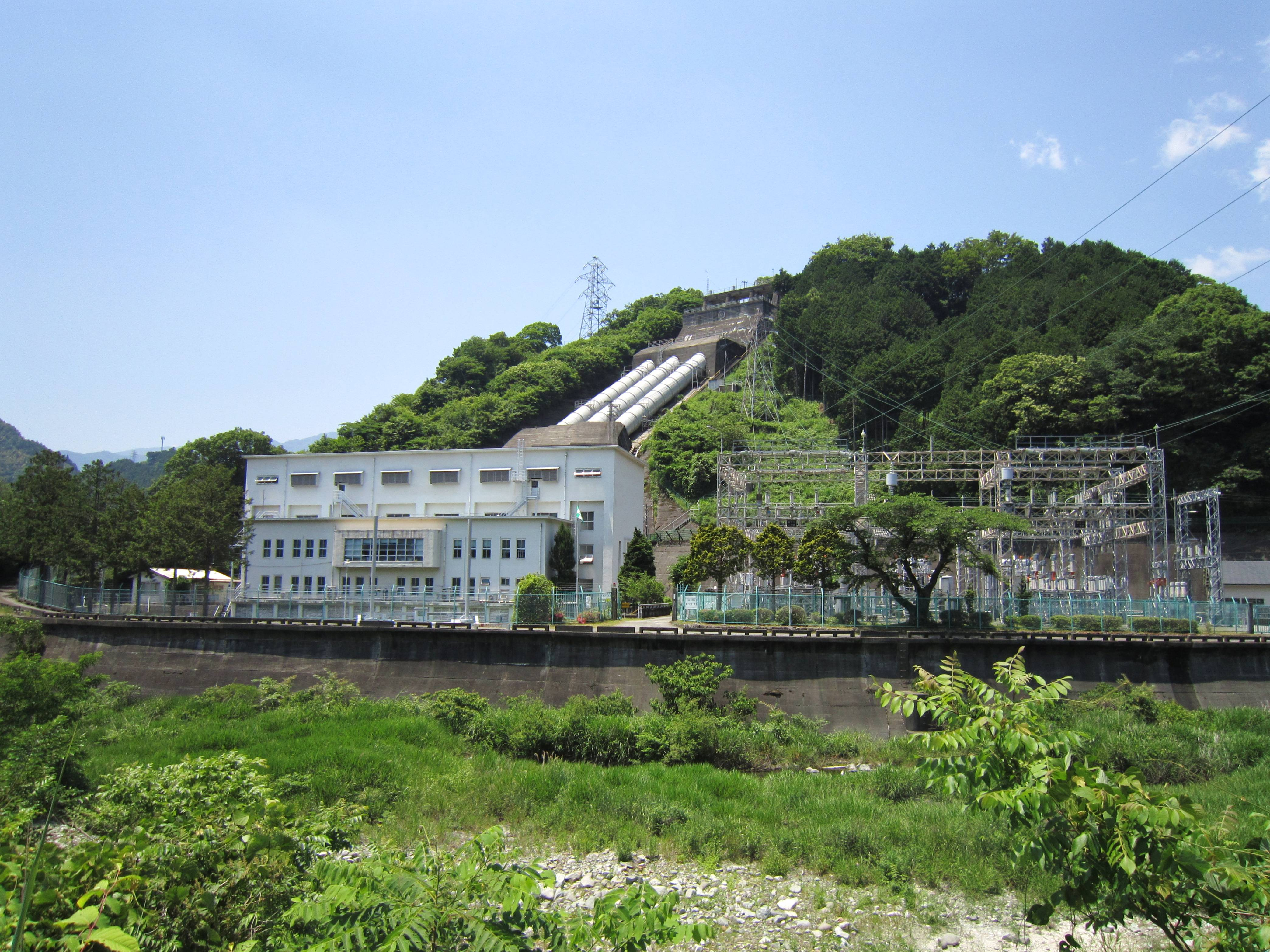
富士川第一発電所
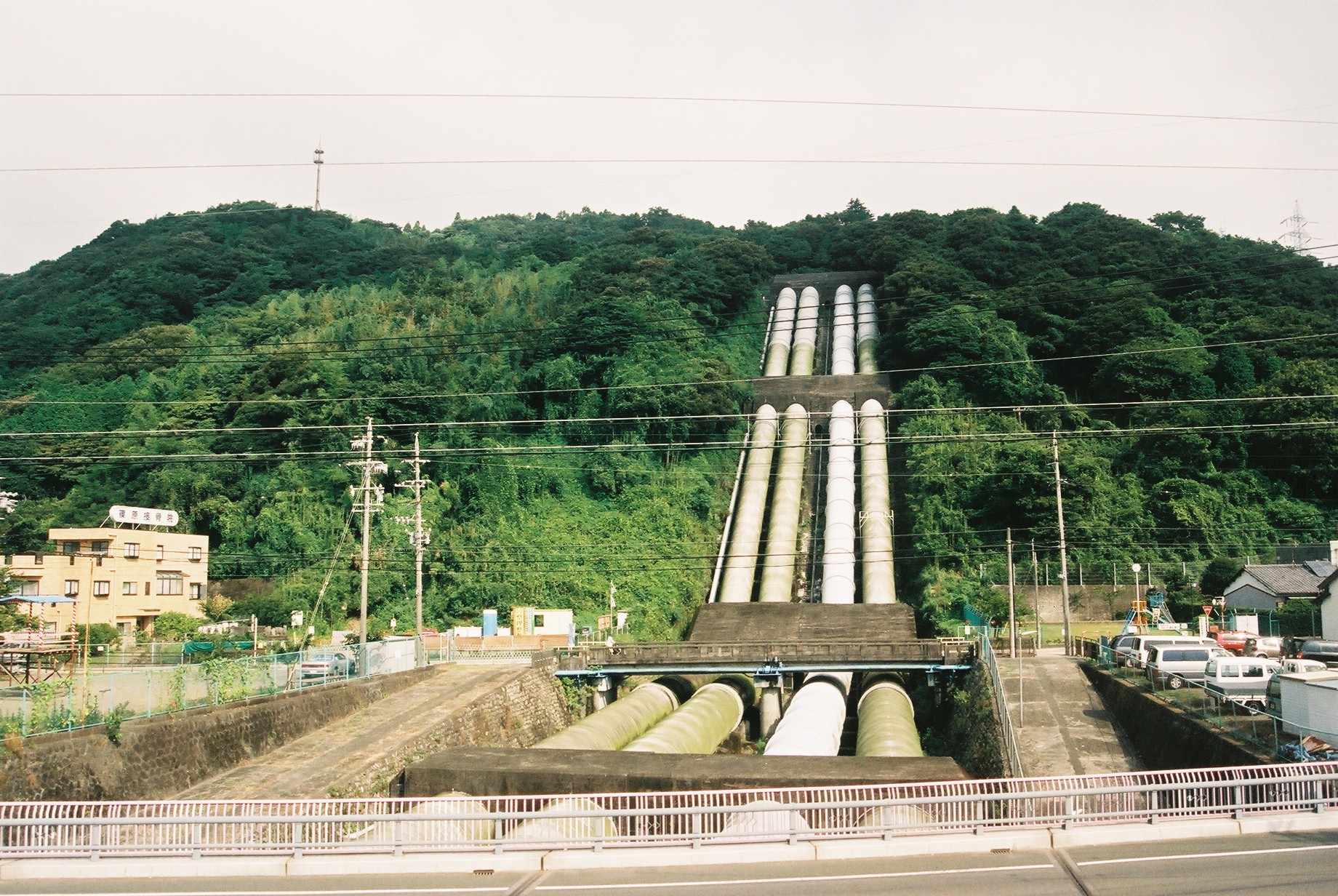
富士川第二発電所